# Alvignano
Alvignano è un comune italiano di 4 449 abitanti della provincia di Caserta in Campania.

## Geografia fisica
Situato alle pendici dei Colli Caprensi o Monti Trebulani, ad ovest e digradanti nella valle del medio Volturno, di fronte al Massiccio del Matese ad est.

### Territorio
Il territorio di Alvignano presenta zone pianeggianti, collinari e montuose. Alcune località degne di nota sono: Selvapiana col suo bosco di latifoglie che si protrae fino alle rive del fiume Volturno; Selva Spinosa che si trova sulle colline a sud est del territorio di Alvignano (ai confini con il comune di Ruviano) e da cui si gode una vista sull panorama di Alvignano, sul territorio caiatino e sul versante del medio Volturno; la Sagliutella che si trova in zona collinare e panoramica; i Monti Caprensi situati a ovest (con le cime di monte Scopella e monte Cardillo) e alle cui pendici si trova il centro urbano di Alvignano; Montaniccio che è un altopiano dei monti Caprensi, zona sia boschiva che a carattere agricolo.

### Clima
Il clima è quello tipico dei comuni della pianura Campana: l'estate è caratterizzata da caldo afoso, mentre l'inverno è mediamente freddo con rare nevicate.
| Alvignano          | Mesi | Mesi | Mesi | Mesi | Mesi | Mesi | Mesi | Mesi | Mesi | Mesi | Mesi | Mesi | Stagioni | Stagioni | Stagioni | Stagioni | Anno |
| Alvignano          | Gen  | Feb  | Mar  | Apr  | Mag  | Giu  | Lug  | Ago  | Set  | Ott  | Nov  | Dic  | Inv      | Pri      | Est      | Aut      | Anno |
| ------------------ | ---- | ---- | ---- | ---- | ---- | ---- | ---- | ---- | ---- | ---- | ---- | ---- | -------- | -------- | -------- | -------- | ---- |
| T. max. media (°C) | 12,6 | 13,4 | 16,1 | 19,9 | 24,1 | 28,7 | 31,5 | 31,4 | 28,0 | 22,7 | 18,0 | 14,6 | 13,5     | 20,0     | 30,5     | 22,9     | 21,8 |
| T. min. media (°C) | 6,6  | 6,9  | 9,0  | 11,5 | 14,8 | 18,9 | 21,2 | 21,2 | 18,8 | 14,9 | 11,3 | 8,5  | 7,3      | 11,8     | 20,4     | 15,0     | 13,6 |

## Storia
Alvignano discende dall'antica città di Cubulteria, con il nome da un personaggio di spicco nell'epoca imperiale di Roma del II secolo, il suo nome era Marco Aulo Albino procuratore presso la prima coorte dei breuci e patrono di Alifae e Cubultreria presso Roma. I casali si formarono dopo la distruzione di Cubulteria nel VIII-IX secolo da parte dell'invasione dei saraceni. I primi nuclei abitati si formarono alle pendici dei colli Caprensi o Monti Trebulani a circa 2 km a ovest dalla distrutta città di Cubulteria. Marco Aulo Albino possedeva una villa in prossimità dell'attuale chiesa di San Sebastiano (Villa Albiniani); da questo nome è nata la cittadina di Alvignano con i suoi casali derivanti dai nomi di nuclei familiari e dalla costruzione di successive chiese: San Mauro, San Nicola, Petrilli, Angiolilli, Faraoni, Rasignano San Pietro e in alto sui colli Marcianofreddo. Il nuovo centro fu feudo dei Normanni, degli Angioini e degli Aragonesi. Fu posseduto da numerosi ed importanti famiglie tra le quali quelle degli Origlia, dei De Clavellis ed infine i Gaetani duchi di Laurenzana. Quest'ultima ebbe il dominio sulla terra di Alvignano fino alla fine delle servitù feudali nel 1806. Tra il 1800 e il 1900 i piccoli casali si saldarono tra loro lungo la strada statale 158 dando origine all'attuale agglomerato urbano anche se alcuni di essi conservano ancora oggi una posizione isolata rispetto al paese come Marcianofreddo.
Dal 1927 al 1945 appartenne alla provincia di Benevento, a seguito della temporanea soppressione della provincia di Caserta in epoca fascista.
Durante la seconda guerra mondiale ad Alvignano, data la sua posizione strategica, risiedeva il comando tedesco (il generale Heinrich von Vietinghoff scelse Villa Ortensia come sede del comando); vi furono nel complesso 21 vittime dei nazisti ad Alvignano. La città fu liberata dagli americani nel 1943.
Nel dopoguerra si è assistito a una positiva ricrescita economica della città grazie ad uno degli insediamenti industriali della provincia, una fabbrica di ceramica e laterizi che oggi non esiste più.

### Simboli

Il gonfalone comunale

Lo stemma, il gonfalone e la bandiera comunale sono stati concessi con decreto del presidente della Repubblica del 22 settembre 2009.
Il gonfalone è un drappo di bianco con la bordatura di azzurro.

La bandiera è un drappo di azzurro, caricato dalla sbarra accompagnata in capo da due stelle, di cinque raggi, ordinate in sbarra, e in punta dalla mezzaluna montante, il tutto d'argento.

## Monumenti e luoghi d'interesse

### Architetture religiose

#### Santa Maria di Cubulteria

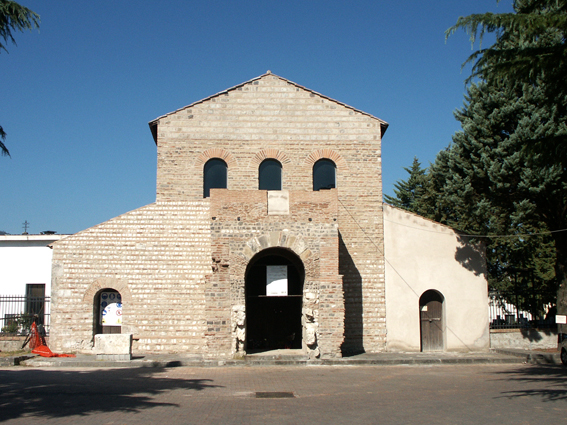
Basilica di Santa Maria di Cubulteria

La basilica sorse probabilmente su una precedente struttura romana, sul luogo dove era ubicata l'antica città di Cubulteria i cui resti sono ancora ben visibili all'interno della basilica. Anticamente Cubulteria fu sede vescovile nel corso del IV secolo fino a quando, per motivi ignoti, non è stata più diocesi (V-VI secolo). La basilica è uno dei più pregevoli monumenti di età longobarda, in cui sono rintracciabili tracce di architettura bizantina. Databile tra l'VIII e il IX secolo, attualmente è dedicata a san Ferdinando d'Aragona, vescovo della diocesi di Caiazzo e protettore delle terre di Alvignano e di Dragoni.

#### Santa Maria della Natività

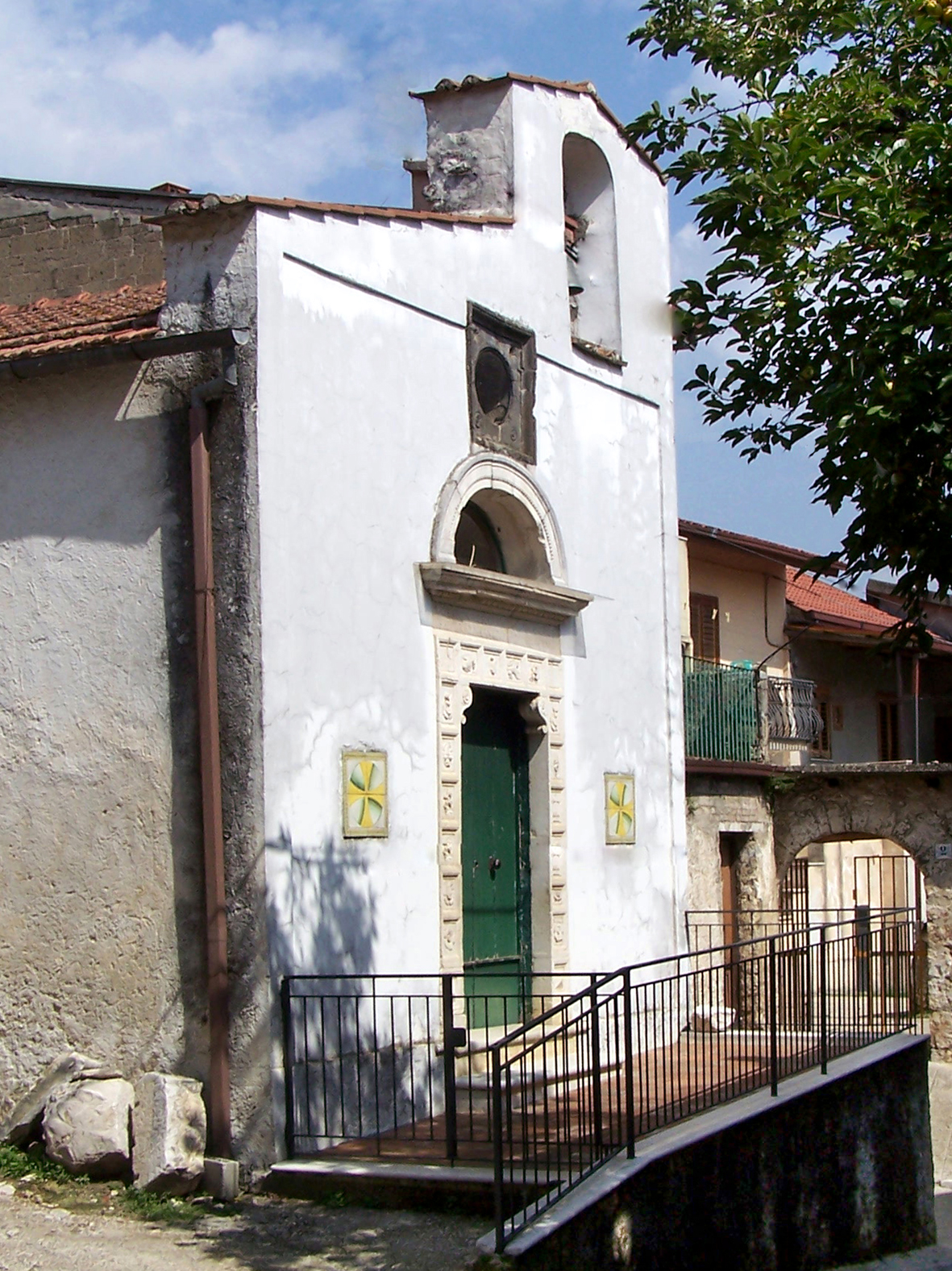
Cappella di Santa Maria della Natività in San Mauro

Sita nella frazione di San Mauro,con tutta probabilità fu ricostruita su una chiesetta
con il nome dell'omonima frazione già citata nella bolla di consacrazione di Stefano Minicillo "San Maurus in Albiniani" nell'VIII secolo. Nel suo interno conserva tre affreschi rinascimentali con San Mauro, Santa Lucia, e San Ferdinando in più è conservata una statua lignea settecentesco raffigurante la Madonna col Bambino. All'esterno si trova un bellissimo e unico portale in pietra del XV secolo raffigurante l'incoronazione della Vergine Maria dagli angeli e varie raffigurazioni cristiane in bassorilievo. Nella chiesetta è venerato il culto di sant'Anna che si festeggia solennemente il 26 luglio.

#### Il santuario dell'Addolorata

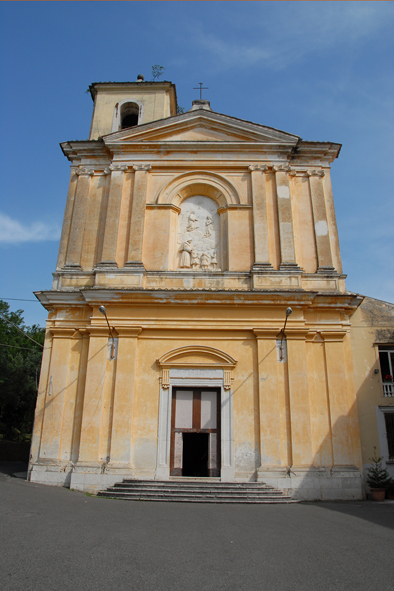
Santuario dell'Addolorata già Annunziata.

È del 1514 come risulta dalla bolla emessa da papa Leone X a ricordo di una lapide posta all'ingresso della chiesa. Edificato su un'antica chiesa detta Santa Maria fuori le mura dove tuttora si possono visitare alcuni resti sotto il campanile.
Nella Sacrestia è conservata una tela del 1774 donata per grazia ricevuta dal sacerdote D'Elena.
Precedentemente chiesa A.G.P. dell'Annunziata nel santuario si sviluppò lentamente il culto all'Addolorata per giungere al riconoscimento da parte del Capitolo Vaticano del 21 ottobre 1956, quando fu solennemente incoronata la sacra immagine di Maria.
L'anno dopo, nel 1957, fu il vescovo mons. Nicola Di Girolamo vescovo della diocesi di Caiazzo che solennemente elevò la basilica dell'Annunziata a santuario dell'Addolorata.

#### San Sebastiano Martire

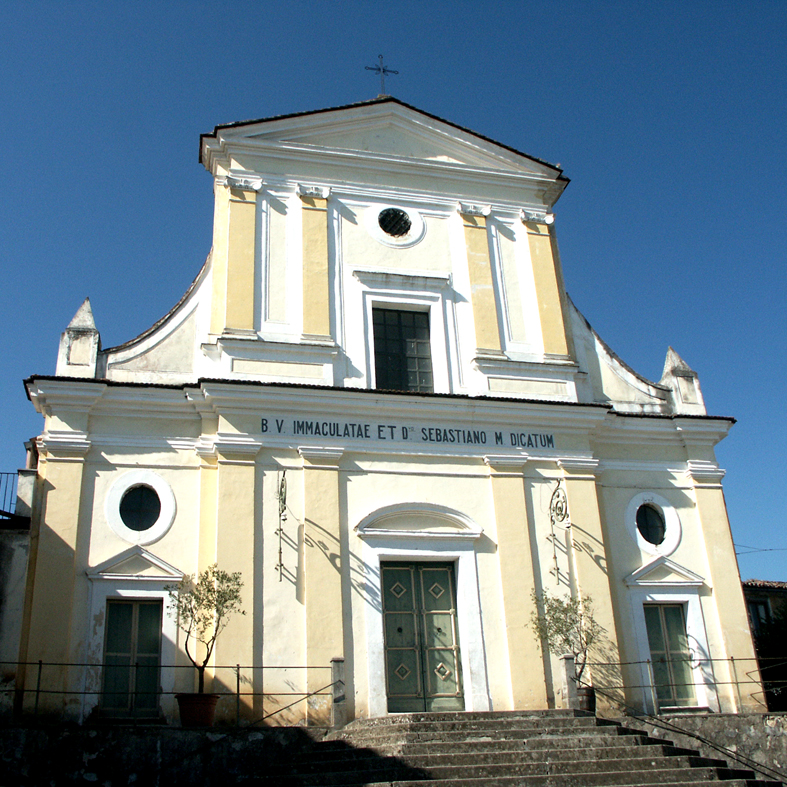
Chiesa arcipretale di San Sebastiano Martire

La chiesa come le altre in Alvignano è del XII-XIII secolo, ha la forma di croce latina con una cupola centrale. All'interno ha due navate laterali con la volta a veli, mentre quella centrale ha la volta a botte. all'interno nella navata di sinistra sono conservate le reliquie di san Ferdinando d'Aragona Proprio sotto la statua del Santo, nella navata di destra si trova un fonte battesimale del XVI secolo e sulla parete è raffigurato il battezzo di Gesù. Sull'altare maggiore si può ammirare una tela del XVII secolo. All'interno si trova un organo del 1700 recentemente restaurato.

#### San Nicola di Bari

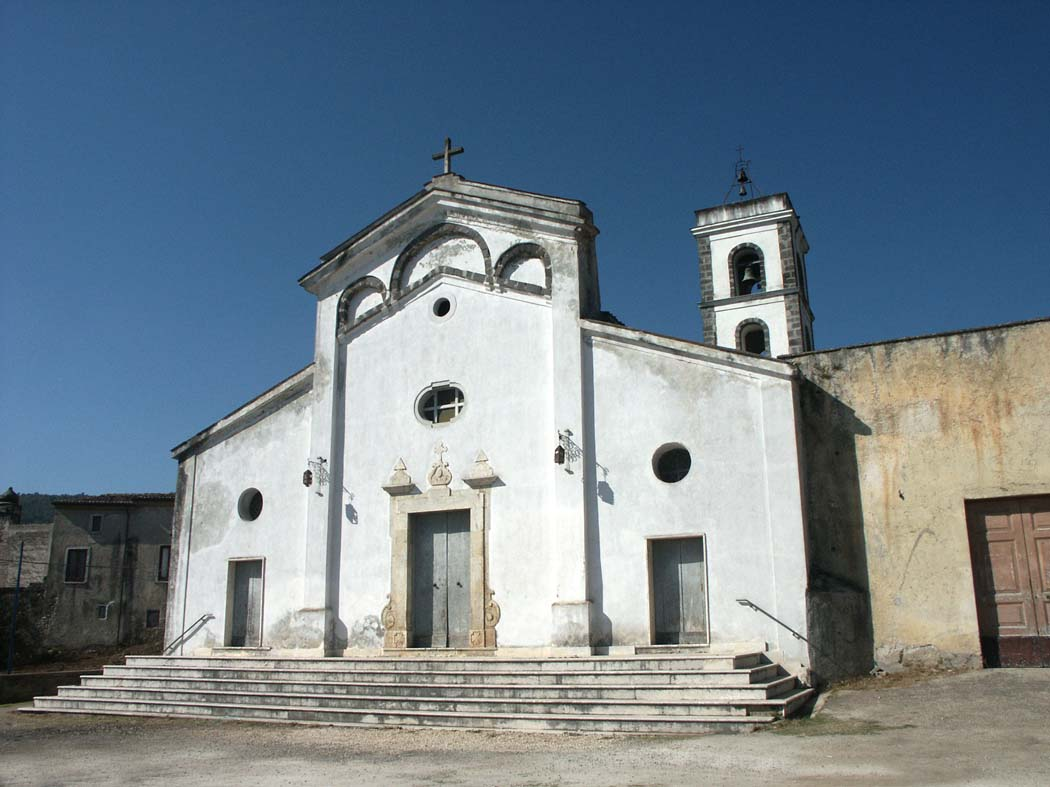
Chiesa di San Nicola di Bari

La chiesa di San Nicola presenta un impianto estremamente semplice: manca infatti di transetto ed è una chiesa a tre navate. II soffitto è piano sia sulla navata centrale sia su quelle laterali, non presenta cupola alcuna e rispetto alle altre chiese del paese è quella meno luminosa. In facciata, importante è il portale centrale che è in pietra calcarea del 1500. La facciata ha subito poi numerose modifiche nei secoli, l'ultima nel secondo dopoguerra.
Prima di questo rifacimento la facciata era un'unica parete liscia nella quale venivano ritagliate le aperture e il fronte, sulla navata principale, si raccorda dolcemente alle navate laterali. Successivamente, proprio il fronte centrale è stato modificato con l'aggiunta di lesene che ne delimitano la partitura. È stata anche aumentata l'altezza complessiva con una netta differenza tra le navate laterali e quella centrale. Sono stati poi aggiunti elementi decorativi sul fronte: tre archi in tufo grigio, su fondo bianco.
L'accesso principale della chiesa era sul fronte laterale sinistro ed era ornato da un elegante portalino rinascimentale in pietra, oggi, però, andato perduto

#### San Pietro e Paolo

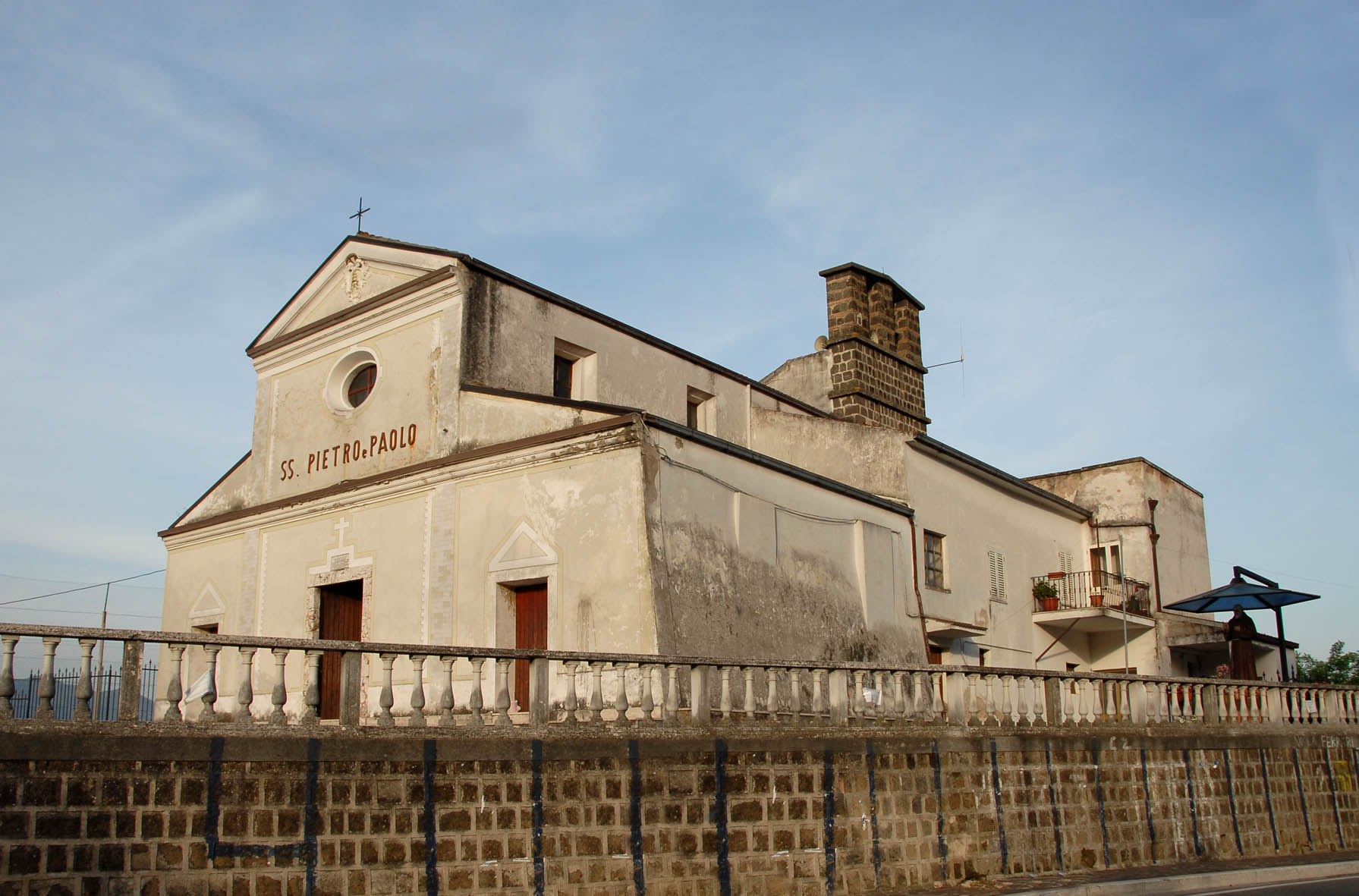
Chiesa di San Pietro e Paolo

Quella che oggi è la chiesa dei S.S. Pietro e Paolo è il risultato di trasformazioni avvenuta negli anni. Originariamente la chiesa aveva un impianto molto simile alla chiesetta di "S. Maria della natività" sita in San Mauro: era caratterizzata da un'unica navata centrale. Successivamente, come la vediamo oggi, è stata ampliata e sono stati aggiunti due corpi laterali che ne hanno modificato l'originale tipologia. La copertura della navata centrale è fatta di capriate lignee, ed è stata ricostruita così come in origine. Importante ricordare che nella chiesa vi è un'epigrafe del periodo romano e una tela di Paolo De Matteis raffigurante la Madonna con in braccio il Bambino con ai lati i santi Pietro e Paolo. Intorno alla chiesa, poi è sorta la canonica con l'aggiunta di successivi vani.

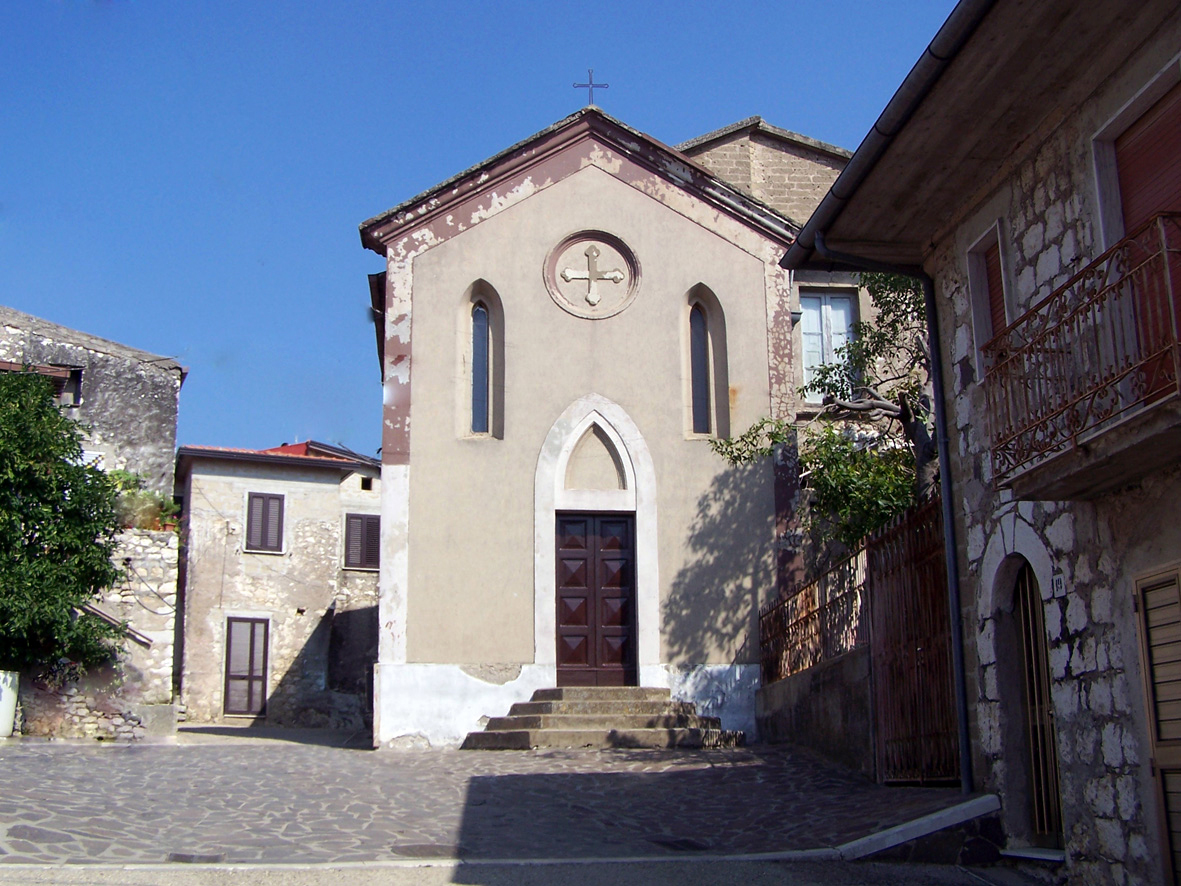
Chiesa Maria S.S. del Carmelo

#### Santa Maria degli Angeli

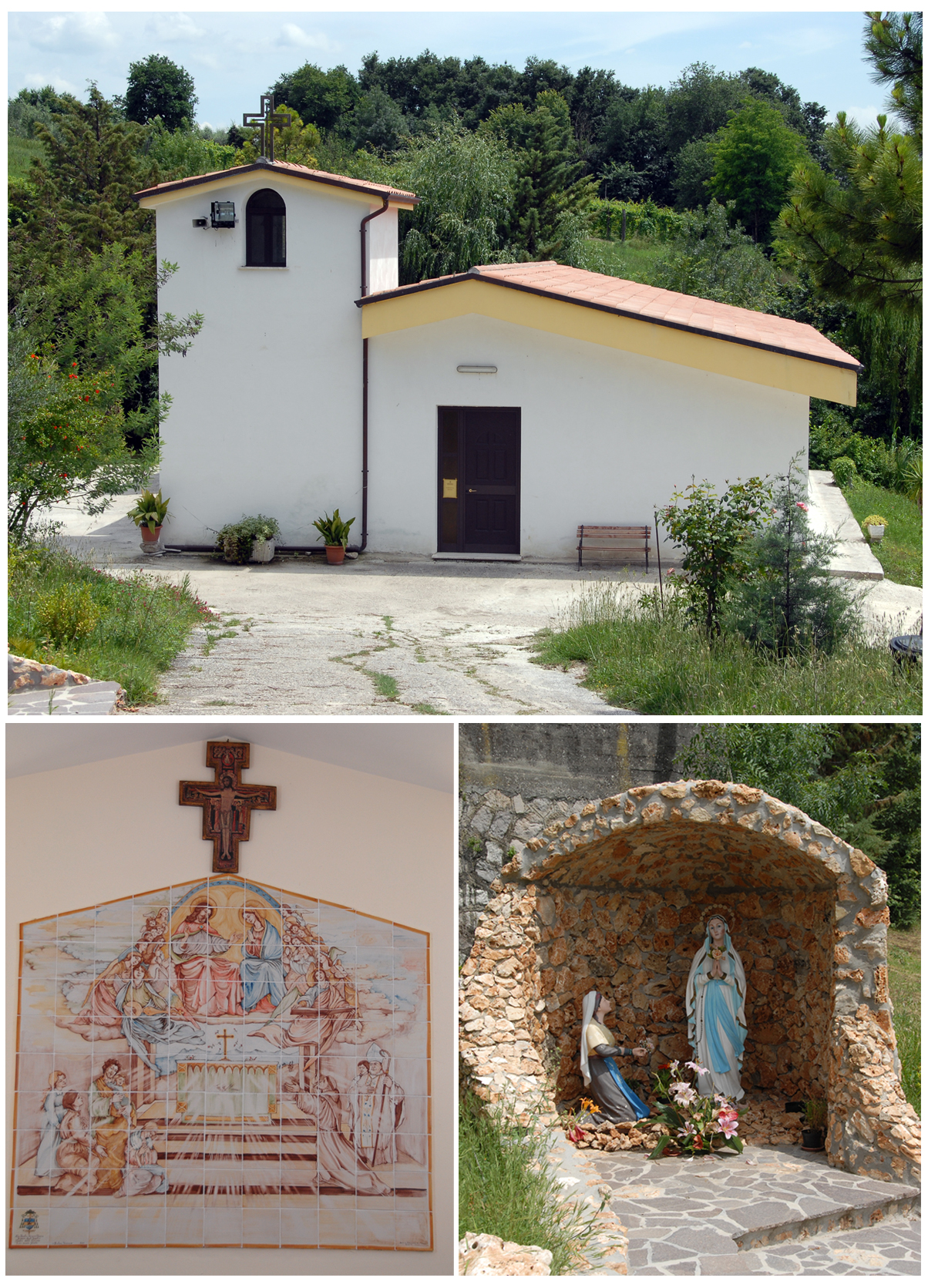
Chiesa Santa Maria degli Angeli località Sagliutella

La chiesetta più recente di Alvignano sorge in località Sagliutella nel comprensorio parrocchiale di Santi Pietro e Paolo.
La prima chiesa fu costruita con materiale prefabbricato e inaugurata nel dicembre 1986, con il contributo della diocesi e dall'ordine dei Cavalieri di Malta per volontà degli abitanti della contrada, su un suolo da loro donato e dedicata a Maria regina degli Angeli. Di seguito la chiesa è stata costruita definitivamente in muratura in stile neoclassico e inaugurata nel 2005 da S.E. monsignor Pietro Farina vescovo della diocesi di Alife-Caiazzo. all'interno sull'altare e raffigurato il Cristo con la Vergine Maria, gli angeli, san Francesco d'Assisi, il vescovo e il clero, in piastrelle di ceramica lavorato da artisti locali tutto questo rappresenta il Perdono di Assisi. (L'indulgenza) Che cosa è:
Una notte dell'anno 1216, Francesco è immerso nella preghiera, quando improvvisamente dilaga nella chiesina una vivissima luce ed egli vede sopra l'altare il Cristo e la sua Madre Santissima, circondati da una moltitudine di angeli.
Essi gli chiedono allora che cosa desideri per la salvezza delle anime. La risposta di Francesco è immediata: "ti prego che tutti coloro che, pentiti e confessati, verranno a visitare questa chiesa, ottengano ampio e generoso perdono, con una completa remissione di tutte le colpe".
"Quello che tu chiedi, o frate Francesco, è grande – gli dice il Signore –, ma di maggiori cose sei degno e di maggiori ne avrai. Accolgo quindi la tua preghiera, ma a patto che tu domandi al mio vicario in terra, da parte mia, questa indulgenza".
Francesco si presenta subito al pontefice Onorio III che lo ascolta con attenzione e dà la sua approvazione. Alla domanda: "Francesco, per quanti anni vuoi questa indulgenza?", il santo risponde: "Padre Santo, non domando anni, ma anime". E felice, il 2 agosto 1216, insieme ai vescovi dell'Umbria, annuncia al popolo convenuto alla Porziuncola: "Fratelli miei, voglio mandarvi tutti in Paradiso!".
Condizioni per acquistare l'indulgenza
1) Visita alla chiesa con la recita di un Pater e Credo;
2) Confessione sacramentale e S. Comunione;
3) Preghiera secondo l'intenzione del Sommo Pontefice (per esempio Pater, Ave e Gloria).
Attualmente è stata costruita una grotta in pietra con le statue raffigurante nostra signora di Lourdes. Le celebrazioni religiosi si svolgono nei giorni festivi. nei primi di agosto viene festeggiata la Madonna con il culto a lei dedicata.

### Siti archeologici

#### Il Castello aragonese

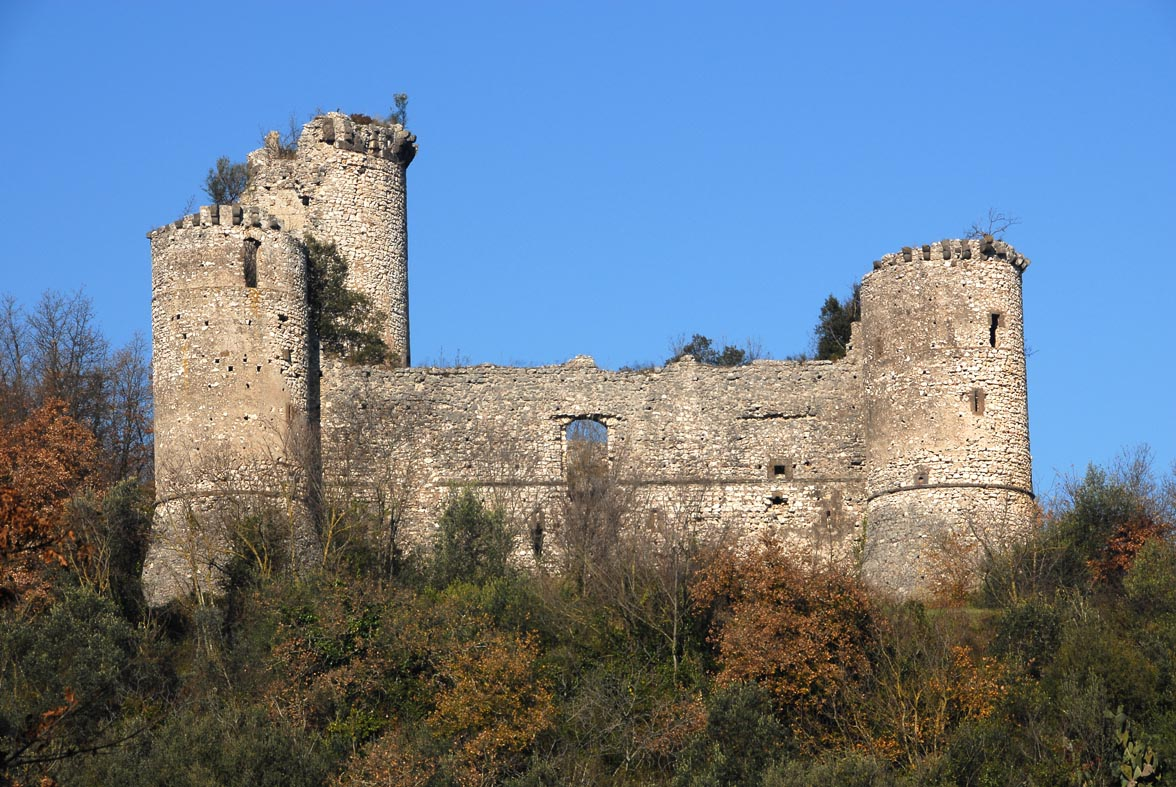
Il Castello e torri Aragonesi

Situato su una posizione strategica domina tutta la valle del medio Volturno, composto da quattro torri angolari, la più grande funge da mastio. Ha mura ben fortificate, sono ancora ben visibile all'interno resti di cucine, depositi, cisterne e un'antica cappella chiamata S. Maria al castello. Il castello fu una fortezza visto lo spessore dei muri. Fu definitivamente abbandonato nel XV secolo in seguito ad un rovinoso terremoto che lo rese inagibile.

## Trasporti

### Ferrovie
Nel territorio comunale si trovano la stazione di Alvignano e la stazione di Villa Ortensia, situate lungo la ferrovia Alifana.

## Società

### Evoluzione demografica
Abitanti censiti

### Etnie e minoranze straniere
Secondo i dati ISTAT al 1º gennaio 2022 la popolazione straniera residente era di 239 persone e rappresentava il 5,2% della popolazione residente nel territorio del comune. Le nazionalità maggiormente rappresentate in base alla loro percentuale sul totale della popolazione residente erano:
- Marocco 89
- India 85
- Romania 25
- Ucraina 9
- Polonia 4

## Cultura

### Eventi

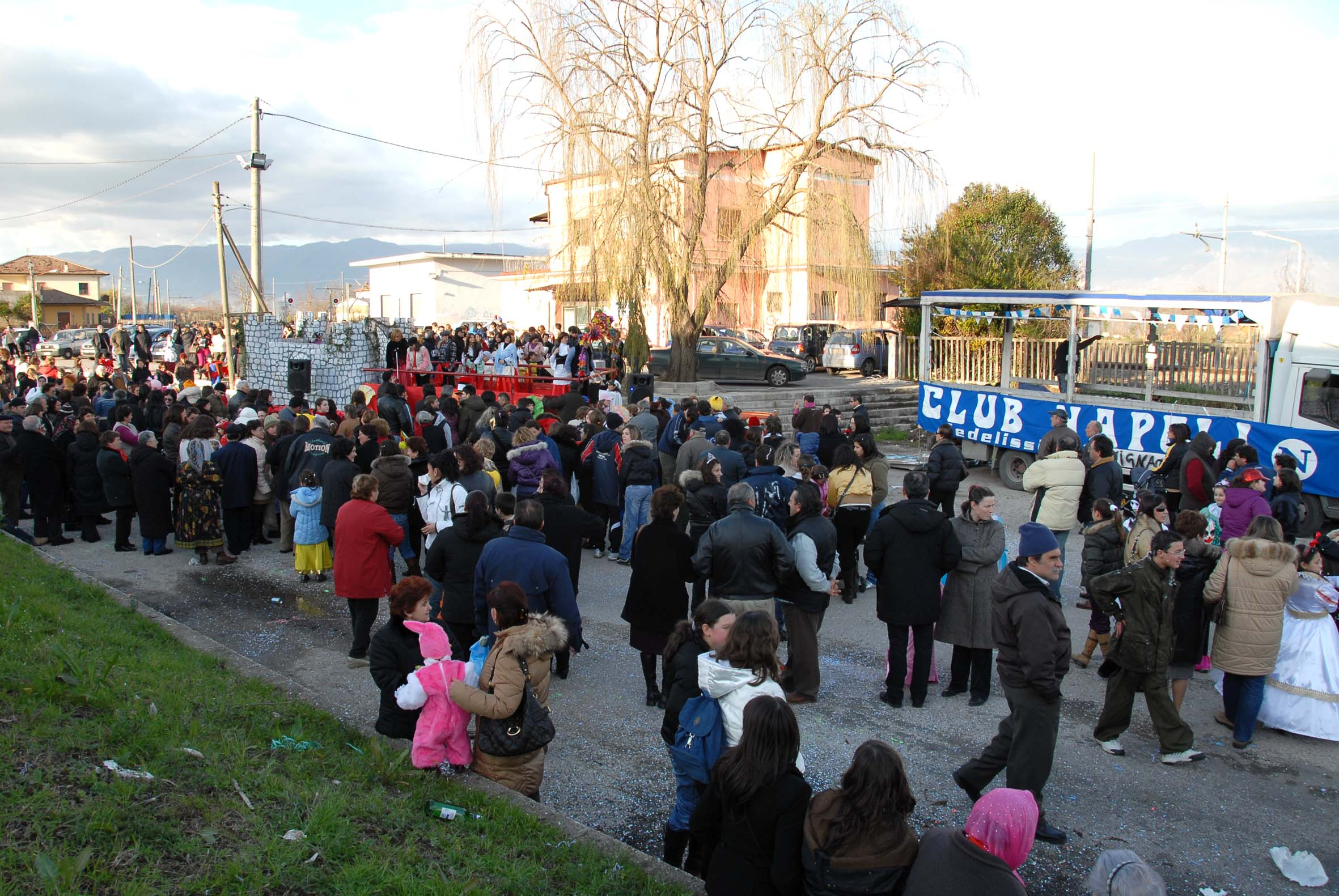
Carnevale Alvignanese.

- Carnevale Alvignanese: come in molte località anche ad Alvignano il martedì grasso si festeggia il carnevale con la sfilata di carri allegorici allestiti da varie contrade. Al termine il corteo si dirige nell'area del mercato presso la stazione ferroviaria.
- Solenne processione di Venerdì Santo per le vie del paese
- 27 aprile: processione di San Ferdinando D'aragona, dalla località Fraolise si dirige presso la Chiesa parrocchiale di San Pietro e Paolo e prosegue presso la Basilica di San Ferdinando già Santa Maria Di Cubulteria
- Maggio: pellegrinaggio Mariano presso le campagne alvignanesi.
- Giugno: Vespagiro organizzato dal Vespa club alvignanese
- 27 giugno: per la festività chirurgica di San Ferdinando D'Aragona processione notturna che dalla Chiesa Arcipretale di San Sebastiano M. si dirige presso la Basilica di San Ferdinando, già Santa Maria Di Cubulteria, con funzioni religiose e ritorno al crepuscolo presso la chiesa di partenza.
- 29 giugno: festività in onore di San Pietro e Paolo presso l'omonima chiesa.
- Primo sabato di luglio: saggi di ballo della scuola "Anto Mary jo Dance" in piazza Giovanni Greco.
- Seconda domenica di luglio: festa e fiera di San Ferdinando D'Aragona.
- 16 luglio a Marcianofreddo: festa della Madonna del Carmine
- 26 luglio: a San Mauro, festa di Sant'Anna
- Novembre: "Alvignano Corre", gara podistica competitiva su strada sulla distanza di 10 km, organizzata ogni anno dall'ASD Alvignano Running.

## Geografia antropica

### Contrade
Miglio xxv, Monte Garofalo, Spinosa, Olivella, Villa Ortensia, San Salvatore, N'Droffa, Pratillo, Moleta, Spinosa, Olivelle, Cancelloni, Sagliutella, Tora, San Martino, Cumpuosto, Fondola, Fraolisi, Faraoni, Selva Piana, Alifani, Taverna Isabella, Pisciarello, Mazzamauro, San Giacomo, Campo, Montaniccio, Valli, Caprarelli, Scopella, Seligata, San Ferdinando, San Martino, Torretta, Monte Ciucci, Cacciapugli.

## Amministrazione
| Periodo           | Periodo           | Primo cittadino          | Partito | Carica                   | Note |
| ----------------- | ----------------- | ------------------------ | ------- | ------------------------ | ---- |
| 4 gennaio 1861    | 30 dicembre 1862  | Vincenzo Tommaselli      |         | Sindaco                  |      |
| 3 gennaio 1863    | 29 dicembre 1872  | Pasquale Tommaselli      |         | Sindaco                  |      |
| 4 gennaio 1873    | 6 luglio 1876     | Pasquale Viscusi         |         | Sindaco                  |      |
| 12 luglio 1876    | 26 marzo 1879     | Michele Faraone          |         | Sindaco                  |      |
| 20 maggio 1879    | 30 dicembre 1889  | Pasquale Viscusi         |         | Sindaco                  |      |
| 3 gennaio 1890    | 7 gennaio 1892    | Saverio Finiani          |         | Sindaco                  |      |
| 15 febbraio 1892  | 15 ottobre 1893   | Giustino Tommaselli      |         | Sindaco                  |      |
| 5 novembre 1893   | 16 novembre 1895  | Saverio Finiani          |         | Sindaco                  |      |
| 19 novembre 1895  | 16 ottobre 1900   | Andrea Bencivenga        |         | Sindaco                  |      |
| 18 ottobre 1900   | 26 luglio 1907    | Pasquale Tommaselli      |         | Sindaco                  |      |
| 10 novembre 1907  | 16 luglio 1916    | Antonio Tommaselli       |         | Sindaco                  |      |
| 14 settembre 1916 | 13 novembre 1920  | Elia Tommaselli          |         | Sindaco                  |      |
| 21 novembre 1920  | 2 giugno 1921     | Giovanni Tommaselli      |         | Sindaco                  |      |
| 6 agosto 1921     | 30 dicembre 1925  | Michele Pagliuca         |         | Sindaco                  |      |
| 2 gennaio 1926    | 21 giugno 1926    | Francesco Marocco        |         | Commissario prefettizio  |      |
| 14 agosto 1926    | 25 agosto 1927    | Francesco Marocco        |         | Podestà                  |      |
| 27 settembre 1927 | 20 ottobre 1928   | Elia Tommaselli          |         | Sindaco                  |      |
| 20 ottobre 1928   | 16 giugno 1929    | Stefano Gesuè            |         | Sindaco                  |      |
| 16 giugno 1929    | 24 gennaio 1931   | Pasquale Pagliuca        |         | Podestà                  |      |
| 24 gennaio 1931   | 13 dicembre 1931  | Raffaele Burrelli        |         | Commissario prefettizio  |      |
| 13 dicembre 1931  | 22 marzo 1934     | Mario D'Isa              |         | Podestà                  |      |
| 22 marzo 1934     | 21 novembre 1934  | Giulio Palmieri          |         | Commissario prefettizio  |      |
| 21 novembre 1934  | 12 dicembre 1935  | Nicola Di Lorenzo        |         | Commissario prefettizio  |      |
| 12 dicembre 1935  | 12 agosto 1939    | Nicola Di Lorenzo        |         | Podestà                  |      |
| 12 agosto 1939    | 8 novembre 1940   | Raffaele Burrelli Scotti |         | Commissario prefettizio  |      |
| 8 novembre 1940   | 4 febbraio 1941   | Pasquale Tommaselli      |         | Commissario prefettizio  |      |
| 29 marzo 1941     | 7 giugno 1941     | Sebastiano Magrì         |         | Commissario prefettizio  |      |
| 7 giugno 1941     | 7 marzo 1942      | Pasquale Pagliuca        |         | Commissario prefettizio  |      |
| 4 aprile 1942     | 10 marzo 1944     | Pasquale Pagliuca        |         | Podestà                  |      |
| 25 marzo 1944     | 8 marzo 1946      | Stefano De Francesco     |         | Sindaco                  |      |
| 30 marzo 1946     | 30 maggio 1946    | Battista Baldassarre     |         | Commissario prefettizio  |      |
| 1º giugno 1946    | 20 ottobre 1946   | Battista Baldassarre     |         | Sindaco                  |      |
| 23 ottobre 1946   | 15 maggio 1952    | Giuseppe Fazzone         |         | Sindaco                  |      |
| 18 giugno 1952    | 21 giugno 1952    | Umberto Degli Uberti     |         | Commissario prefettizio  |      |
| 21 giugno 1952    | 17 settembre 1952 | Antonio Tommaselli       |         | Sindaco                  |      |
| 25 ottobre 1952   | 29 dicembre 1953  | Ferdinando Paolelli      |         | Sindaco                  |      |
| 14 gennaio 1954   | 16 novembre 1960  | Giovanni Greco           |         | Sindaco                  |      |
| 19 dicembre 1960  | 6 novembre 1962   | Arnaldo Florio           |         | Sindaco                  |      |
| 28 novembre 1962  | 9 gennaio 1963    | Mattia Corniello         |         | Sindaco                  |      |
| 9 gennaio 1963    | 12 dicembre 1964  | Vincenzo Battista        |         | Commissario prefettizio  |      |
| 12 dicembre 1964  | 3 agosto 1970     | Bernardino De Francesco  |         | Sindaco                  |      |
| 3 agosto 1970     | 19 luglio 1980    | Vittorio Di Costanzo     |         | Sindaco                  |      |
| 19 luglio 1980    | 27 marzo 1984     | Aldo Raimondo            |         | Sindaco                  |      |
| 14 aprile 1984    | 19 novembre 1984  | Ferdinando Donadio       |         | Commissario prefettizio  |      |
| 20 settembre 1984 | 18 settembre 1985 | Angelo Marcucci          |         | Sindaco                  |      |
| 18 settembre 1985 | 15 novembre 1985  | Giovanni Acanfora        |         | Sindaco facente funzioni |      |
| 15 novembre 1985  | 20 dicembre 1989  | Ciro Di Costanzo         |         | Sindaco                  |      |
| 20 dicembre 1989  | 19 febbraio 1992  | Cesare Maria Picazio     |         | Sindaco                  |      |
| 19 febbraio 1992  | 28 dicembre 1993  | Giovanni De Marco        |         | Sindaco                  |      |
| 14 gennaio 1994   | 12 giugno 1994    | Francesco Provolo        |         | Commissario prefettizio  |      |

Di seguito l'elenco dei sindaci da quando è presente l'elezione diretta del sindaco da parte dei cittadini (cioè 1994):
| Periodo        | Periodo        | Primo cittadino           | Partito                 | Carica  | Note   |
| -------------- | -------------- | ------------------------- | ----------------------- | ------- | ------ |
| 12 giugno 1994 | 24 maggio 1998 | Francesco La Vecchia      | Lista civica eterogenea | Sindaco | [ 12 ] |
| 24 maggio 1998 | 26 maggio 2002 | Donatella Andrisani       | Lista civica            | Sindaco | [ 13 ] |
| 26 maggio 2002 | 27 maggio 2007 | Domenico Bove             | Lista civica            | Sindaco | [ 14 ] |
| 27 maggio 2007 | 6 maggio 2012  | Angelo Di Costanzo        | Lista civica            | Sindaco | [ 15 ] |
| 6 maggio 2012  | 12 giugno 2017 | Angelo Di Costanzo        | Uniti per Alvignano     | Sindaco | [ 16 ] |
| 12 giugno 2017 | 13 giugno 2022 | Angelo Francesco Marcucci | Noi con voi             | Sindaco |        |
| 13 giugno 2022 | in carica      | Angelo Di Costanzo        | Per Alvignano           | Sindaco |        |